# Каменское сельское поселение (Кемеровская область)
Каменское сельское поселение — упразднённое муниципальное образование в Крапивинском районе Кемеровской области России. Административный центр — село Каменка.

## История
Каменское сельское поселение образовано 17 декабря 2004 года в соответствии с Законом Кемеровской области № 104-ОЗ. 

## Население
| 2010  | 2011  | 2012  | 2013  | 2014  | 2015  | 2016  |
| ----- | ----- | ----- | ----- | ----- | ----- | ----- |
| 1619  | ↗1623 | ↘1594 | ↘1550 | ↘1497 | ↘1437 | ↘1407 |
| 2017  | 2018  | 2019  |       |       |       |       |
| ↘1380 | ↘1372 | ↘1338 |       |       |       |       |

## Состав
| № | Населённый пункт | Тип населённого пункта       | Население |
| - | ---------------- | ---------------------------- | --------- |
| 1 | Арсеново         | село                         | 342       |
| 2 | Каменка          | село, административный центр | 883       |
| 3 | Ключи            | деревня                      | 340       |
| 4 | Медвежка         | посёлок                      | 0         |
| 5 | Салтымаково      | село                         | 54        |

2 ноября 2012 года упразднено бывшее село Аило-Атынаково.